# Caccia ad Aquila 1 - Punto di collisione
Caccia ad Aquila 1 - Punto di collisione (The Hunt for Eagle One: Crash Point) è un film statunitense del 2006 diretto da Henry Crum. È il sequel del film Caccia ad Aquila 1 dello stesso anno.

## Trama
Alcuni terroristi rubano un Ground Control Encoder, un nuovo dispositivo anti-dirottamento che consente al controllo del traffico aereo di bloccare gli strumenti del pilota e pilotare un aereo tramite telecomando. Quando i militari scoprono i piani dei terroristi di usarlo per schiantare un aereo di linea contro una base aerea segreta dell'Intelligence inglese statunitense nel sud-est asiatico, la squadra della Strike Force guidato dal tenente Matt Daniels viene inviato di nuovo nel territorio dei ribelli per localizzare e recuperare l'encoder rubato prima che i terroristi eseguono la loro minaccia.